# Oi! The Arrase
Oi! the Arrase fue un grupo español de música Oi!, originario de Mallorca y autodenominado anarquista.
Surgido en el año 1997, mantiene en su contenido musical un resentimiento social, apoyando al obrero y en general a aquellas personas marginadas del sistema.
Sus canciones más reconocidas son: «Skinhead», «Solidaridad» (versión de la canción «Solidarity» del grupo inglés Angelic Upstarts) y «No hay futuro no hay esperanza» (adaptación del tema del grupo estadounidense Defiance «No Future, No Hope») donde expresan su profundo odio acerca de las ideas y acciones fascistas y racistas.
Oi! the Arrase se separaron y dos de sus miembros se fueron a vivir a Berlín, donde formaron el grupo Frontkick.
El año 2009 se han vuelto a juntar los integrantes originales para revivir este grupo, han tenido un par de presentaciones en España y ya trabajan en nuevos temas.
En 2013 Victor Bisonte decide mudarse a Santiago de Chile con la intención de reformar la banda con músicos chilenos. Luego de algunos intentos fallidos de hacer la banda, y de haberse presentado en Antofagasta con una de esas formaciones de corta duración, se solicitó a dos músicos (batería y bajista) de la emblemática banda Oi! de Chile llamada Curasbun, con quienes ya había un lazo de amistad años atrás, y otros guitarristas de los que solo quedó uno. 
La banda formada entonces por Gian Rossa en el bajo, Adolfo Reyes en batería, Daniel Oyarzun en guitarra y por supuesto Victor Bisonte en la voz, se presentó tres veces en Santiago de Chile en el mítico Club San Martín, una vez en la ciudad de Iquique y otra presentación en Arica. 
A pesar de tener muchos planes como banda, como grabar nuevo disco y presentarse por Chile y el mundo, hoy en día la banda se encuentra inactiva pero no definitivamente. Se está evaluando la posibilidad de hacer una gira o un show de despedida.
El 23 de Diciembre del año 2022 lanzan un comunicado anunciando el final definitivo de la banda.

## Discografía

### Punks y Skins (Maqueta Autoeditada 1997)
1. «Nacidos para ser bebedores»
2. «Punk y Skin»
3. «Cambia de vida»
4. «Dr. Martins»
5. «Anem-hi Tots-es»
6. «Ven y escucha el Oi!»
7. «Disturbios»
8. «Me largo»
9. «Nos echan del bar»
10. «Bootboys»
11. «Skinhead»
12. «Nos echan del bar» (En directo)
13. «Skinhead» (En directo)

Reeditada por "EL Lokal" (Barcelona)

### Anarkoi! (1998)
Bronco Bullfrog Records, agosto de 1998. CD.
1. «Tu eliges»
2. «Punks y skins (I)»
3. «Antisocial»
4. «A comisaria»
5. «Me largo»
6. «Bootboys»
7. «Hasta el fin»
8. «Autoorganización»
9. «Alerta»
10. «Estúpid@s polític@s»
11. «Odio»
12. «No hay futuro, no hay esperanza»
13. «L'Enric»
14. «Punks y skins (II)»
15. «El problema»
16. «Aire»
17. «Skinhead»
18. «Pueblo libre»
19. «Solidaridad»
20. «A por ell@s»
21. «Somos de Mallorca»
22. «El perro de mi vecino es punk»

### Recopilatorios
- Sharp, Punk & Oi Vol. 1 (1998)
- Oi! Um Grito De União 3 (2000)

- Datos: Q6049380